# Europees kampioenschap voetbal 2012

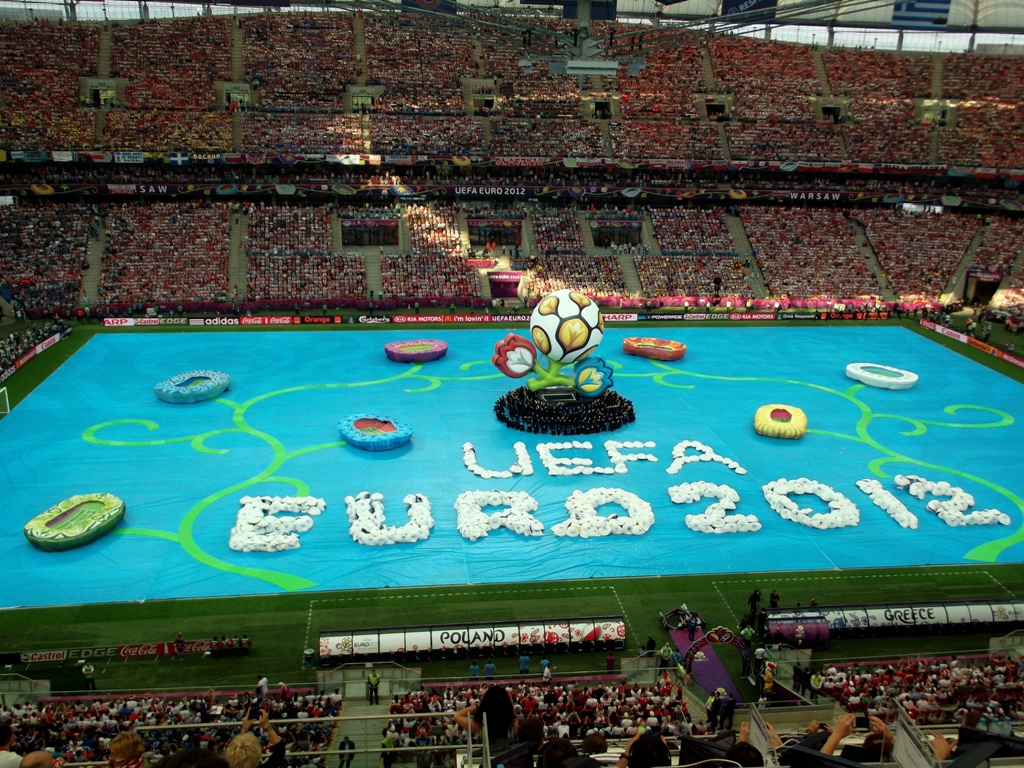
Openingsceremonie

Het Europees kampioenschap voetbal mannen 2012 (UEFA Euro 2012, ook kortweg Euro 2012) vond plaats van 8 juni tot en met 1 juli 2012 in Oekraïne en Polen. Het was de 14e editie van het door de UEFA georganiseerde Europees kampioenschap voetbal mannen en de derde keer dat het toernooi door twee landen werd georganiseerd.
De gezamenlijke kandidatuur van Oekraïne en Polen kreeg het toernooi op 18 april 2007 toegewezen door de Europese voetbalbond UEFA, nadat Italië en Hongarije-Kroatië in de finaleronde in Cardiff, Wales waren afgevallen. Van de 53 UEFA-leden waren de twee gastlanden automatisch geplaatst voor het eindtoernooi. De 51 andere landen moesten zich via een kwalificatieproces, dat begon in augustus 2010 en eindigde in november 2011, voor de resterende 14 plaatsen proberen te plaatsen. Het was het laatste EK met 16 teams: vanaf 2016 doen 24 landen mee aan de eindronde. Het voorstel om al in 2012 het deelnemersveld tot 24 uit te breiden werd afgewezen.
De zestien landen die aan het eindtoernooi deelnamen werden in vier poules van vier teams ingedeeld, waarna de nummers 1 en 2 van elke poule doorgingen naar de knock-outfase, die georganiseerd waren volgens een systeem met rechtstreekse uitschakeling. De finale werd gespeeld in het NSK Olimpiejsky-stadion in de Oekraïense hoofdstad Kiev. Spanje won het toernooi door in de finale Italië met 4 - 0 te verslaan.

## Organisatie

### Toewijzing

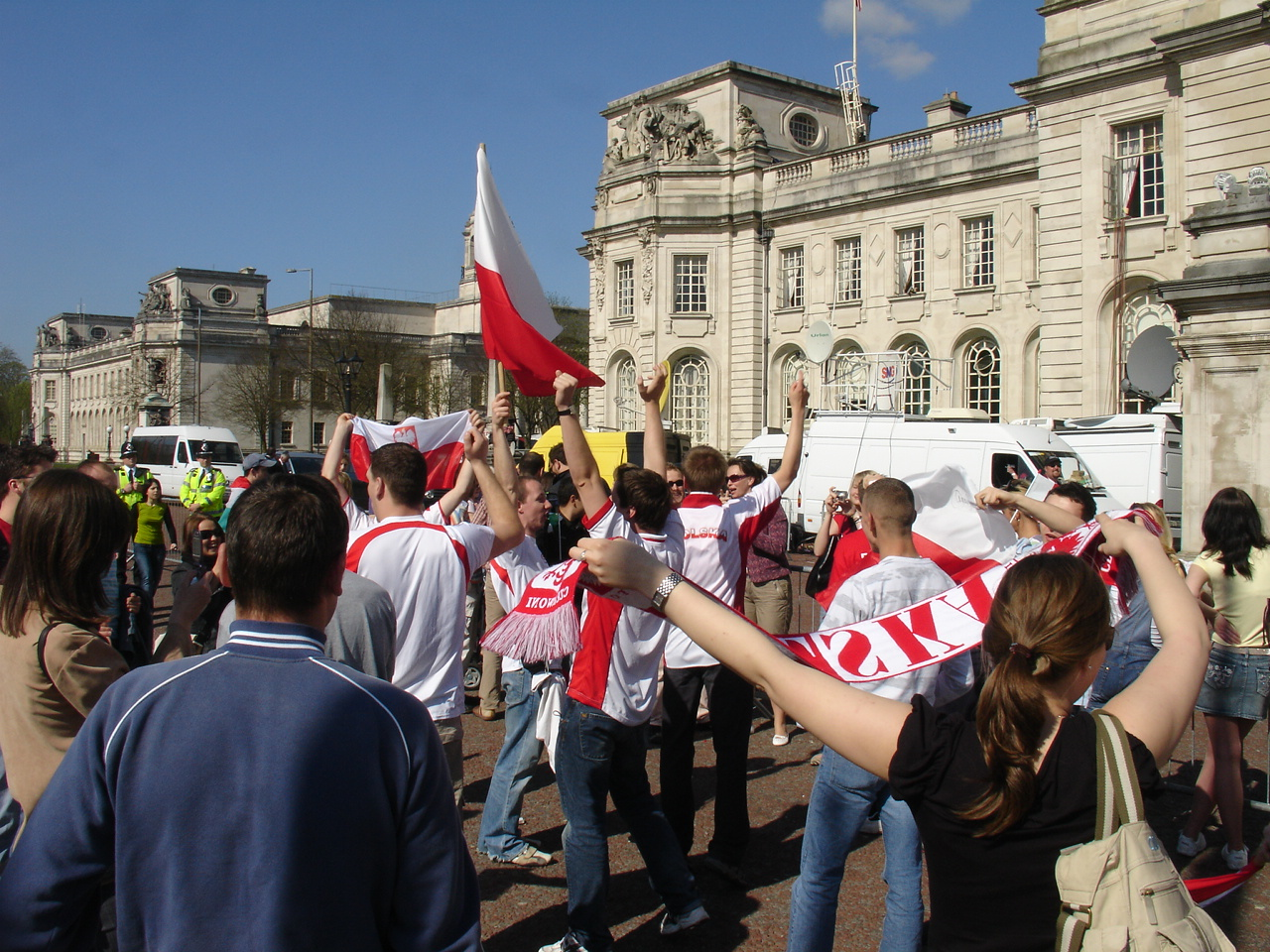
Polen vieren de toewijzing van het toernooi door de UEFA in Cardiff in 2007

Zeven landen toonden interesse in het organiseren van het EK. Deze landen waren: Griekenland; Italië; Kroatië en Hongarije (gezamenlijk); Polen en Oekraïne (gezamenlijk); en Turkije.
Op 8 november 2005 bracht UEFA de kandidaten terug tot een kleine lijst van drie:
- Italië (11 stemmen)
- Kroatië en  Hongarije (9 stemmen)
- Polen en  Oekraïne (7 stemmen)
- Turkije (6 stemmen, afgevallen)
- Griekenland (2 stemmen, afgevallen)

Op 31 mei 2006 hadden alle drie de kandidaten de tweede fase afgerond door meer details aan de UEFA te geven. UEFA bezocht daarop in september dat jaar de kandidaat-landen.
Van de landen had alleen Italië al een keer een eindronde georganiseerd. Overigens had de hoofdstad van Kroatië, Zagreb een halve finale en een troostfinale georganiseerd in het kader van het EK 1976 als onderdeel van Joegoslavië.
Met acht stemmen kregen Oekraïne en Polen in de finaleronde de voorkeur boven Italië (vier stemmen) en het duo Kroatië/Hongarije (nul stemmen).
Italië
Italië had al het Europees kampioenschap voetbal van 1968 en 1980 georganiseerd, en ook het Wereldkampioenschap voetbal van 1934 en 1990.
De volgende steden waren uitgekozen: Rome, Milaan, Bari, Florence, Napels, Palermo, Turijn, Udine en, zou het toernooi uitgebreid worden tot 24 teams, Bologna, Cagliari, Genua en Verona.
Hongarije en Kroatië
Hongarije hoopte op de organisatie, nadat ze verloren hadden in de organisaties voor Euro 2004 en Euro 2008. De voorgestelde speelsteden waren:
- Kroatië: Zagreb, Split, Rijeka, Osijek
- Hongarije: Boedapest, Székesfehérvár, Győr en Debrecen

### Speelsteden en stadions
De wedstrijden werden afgewerkt in acht speelsteden, gelijk verdeeld over de beide gastlanden. In Oekraïne (UTC+2) waren dat Charkov, Donetsk, Kiev en Lviv, in Polen (UTC+1) werd gevoetbald in Gdańsk, Poznań, Warschau en Wrocław. De Poolse steden Chorzów en Krakau stonden op de reservelijst, evenals het Oekraïense Odessa. De Oekraïense stad Dnipro stond aanvankelijk op de lijst van speelsteden, maar door onvoldoende vooruitgang in de aanleg van infrastructuur rond het vliegveld, besloot de UEFA om Charkov aan te wijzen als speelstad.
| Warschau                             | Wrocław                            | Gdańsk                              | Poznań                             |
| ------------------------------------ | ---------------------------------- | ----------------------------------- | ---------------------------------- |
| Nationaal Stadion Capaciteit: 58.580 | Stadion Miejski Capaciteit: 45.105 | PGE Arena Gdańsk Capaciteit: 43.615 | Stadion Miejski Capaciteit: 43.269 |
|                                      |                                    |                                     |                                    |
|                                      |                                    |                                     |                                    |
| Kiev                                 | Donetsk                            | Lviv                                | Charkov                            |
| NSK Olimpiejsky Capaciteit: 70.050   | Donbas Arena Capaciteit: 51.504    | Arena Lviv Capaciteit: 34.915       | Metaliststadion Capaciteit: 38.633 |
|                                      |                                    |                                     |                                    |

### Scheidsrechters
De UEFA maakte de teams van scheidsrechters en hun assistenten bekend op 20 december 2011. Als test waren er voor dit toernooi bij elke wedstrijd 2 extra assistent-scheidsrechters toegevoegd. Eerder was dit al gebeurd bij de Champions League en de Europa League.
De volgende twaalf teams waren geselecteerd door de UEFA om te fluiten op het EK:
| Land      | Scheidsrechter           | Assistent-scheidsrechters                          | Extra assistent-scheidsrechters            |
| --------- | ------------------------ | -------------------------------------------------- | ------------------------------------------ |
| Duitsland | Wolfgang Stark1          | Mike Pickel Jan-Hendrik Salver                     | Deniz Aytekin Florian Meyer                |
| Engeland  | Howard Webb              | Peter Kirkup2 Michael Mullarkey                    | Martin Atkinson Mark Clattenburg           |
| Frankrijk | Stéphane Lannoy          | Michaël Annonier Frédéric Cano                     | Ruddy Buquet Fredy Fautrel                 |
| Hongarije | Viktor Kassai1           | Gábor Erős György Ring                             | Tamás Bognár István Vad                    |
| Italië    | Nicola Rizzoli           | Renato Faverani Andrea Stefani                     | Gianluca Rocchi Paolo Tagliavento          |
| Nederland | Björn Kuipers1           | Sander van Roekel Erwin Zeinstra                   | Pol van Boekel Richard Liesveld            |
| Portugal  | Pedro Proença            | Bertino Miranda Ricardo Santos                     | Duarte Gomes Jorge Sousa                   |
| Schotland | Craig Thomson            | Derek Rose Alasdair Ross                           | William Collum Euan Norris                 |
| Slovenië  | Damir Skomina            | Primož Arhar Matej Žunič                           | Matej Jug Slavko Vinčić                    |
| Spanje    | Carlos Velasco Carballo1 | Roberto Alonso Fernández Juan Carlos Yuste Jiménez | Carlos Clos Gómez David Fernández Borbalán |
| Turkije   | Cüneyt Çakır             | Bahattin Duran Tarık Ongun                         | Hüseyin Göçek Bülent Yıldırım              |
| Zweden    | Jonas Eriksson           | Mathias Klasenius Stefan Wittberg                  | Stefan Johannesson Markus Strömbergsson    |

1 Scheidsrechter mocht na de groepsfase naar huis.

2 Scheidsrechter werd na de groepsfase vervangen door de Nederlandse arbiter Van Roekel.
De volgende scheidsrechters waren in de groepsfase van het toernooi actief als vierde official en als reserve-scheidsrechters:
| Land      | Vierde official  |
| --------- | ---------------- |
| Noorwegen | Tom Harald Hagen |
| Oekraïne  | Viktor Sjvetsov  |
| Polen     | Marcin Borski    |
| Tsjechië  | Pavel Královec   |

De volgende grensrechters werden als reserves aangewezen:
| Land      | Grensrechter      |
| --------- | ----------------- |
| Ierland   | Damien MacGraith  |
| Oekraïne  | Oleksandr Voytyuk |
| Polen     | Marcin Borkowski  |
| Slowakije | Roman Slyško      |

### Accessoires

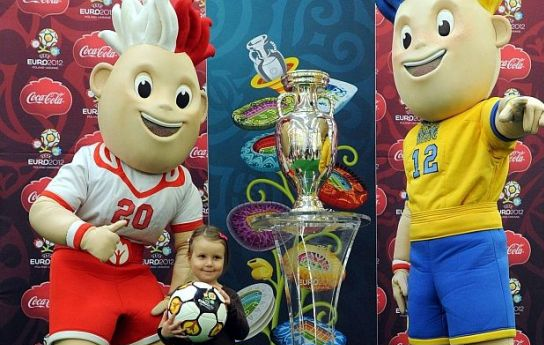
De mascottes Slavek en Slavko

De slogan van het EK 2012 was Creating history together. De slogan werd samen met het logo bekendgemaakt op 14 december 2009. Het logo is ontworpen door de Portugese kunstgroep Brandia Central.
In november 2010 werden de mascottes van het toernooi bekendgemaakt. Ze heetten Slavek en Slavko en zagen eruit als poppetjes met haarkleur in de kleuren van de vlaggen van de gastlanden. Verder dragen ze T-shirts met de nummers 20 en 12, verwijzend naar het jaar 2012.
Het officiële themalied van het EK 2012 werd gezongen door de 30-jarige Duitse zangeres Oceana Mahlmann. Haar nummer Endless Summer werd op 6 mei 2012 gepresenteerd door de UEFA.

### Prijzengeld
Het prijzengeld voor het toernooi was als volgt:
- Behalen van het toernooi: € 8.000.000
- Wedstrijd winnen in groepsfase: € 1.000.000
- Wedstrijd gelijkspelen in groepsfase: € 500.000
- Derde plaats in groepsfase: € 1.000.000
- Behalen van kwartfinale: € 2.000.000
- Behalen van halve finale: € 3.000.000
- Verliezen van finale: € 4.500.000
- Winnen van finale: € 7.500.000

Het totale prijzengeld kwam uit op € 196.000.000. De winnaar van het toernooi kon maximaal € 23.500.000 verdienen. De meeste landen keerden premies uit aan hun spelers als ze kampioen zouden worden.

## Kwalificatie

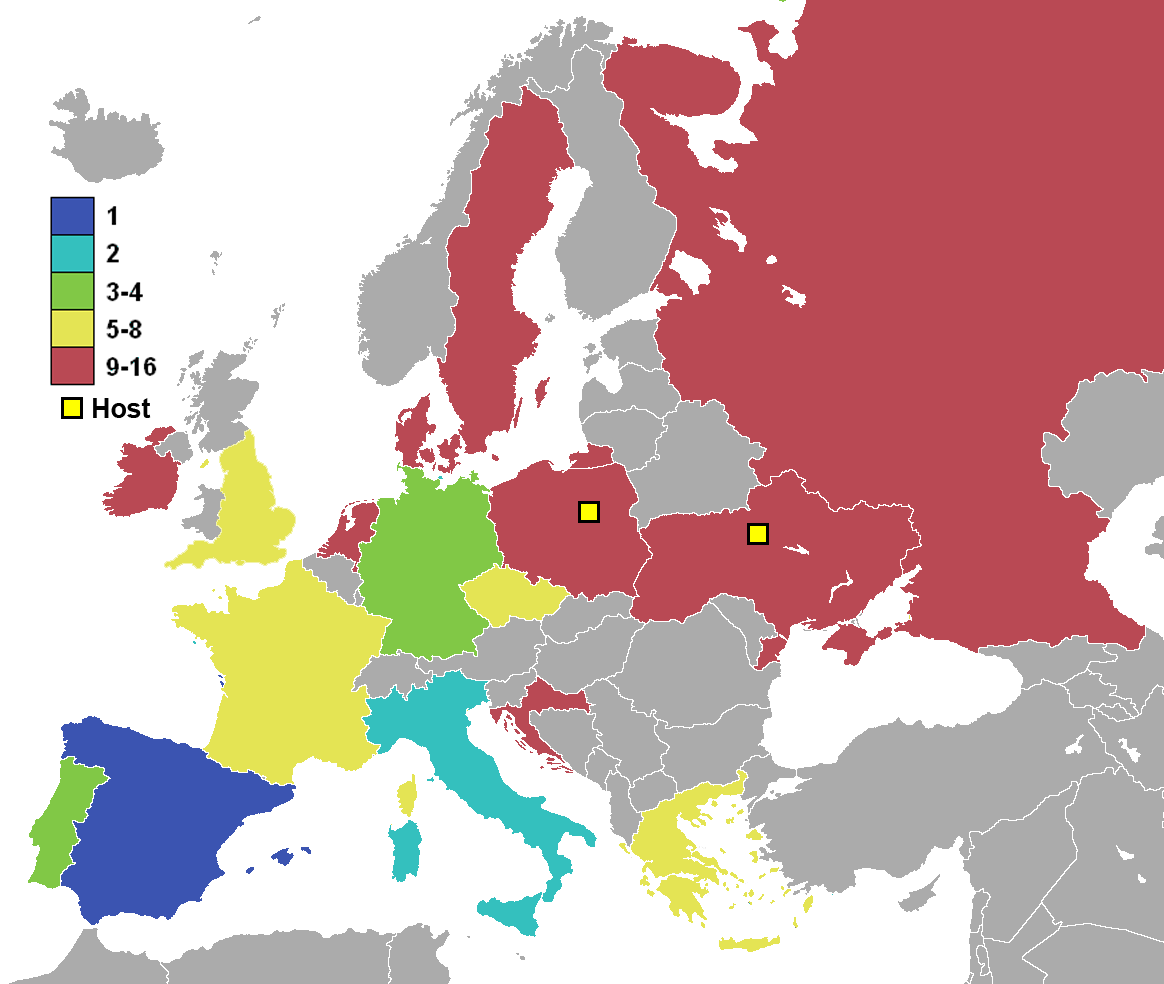
Deelnemende landen en eindresultaat

In september 2009 maakte de UEFA bekend dat de kwalificatie voor EURO 2012 verspeeld zou worden in 6 groepen van 6 en 3 groepen van 5. De nummer 1 uit elke groep en de beste nummer 2 konden zich direct plaatsen, de 8 overige nummers 2 speelden in een play-off om de laatste 4 plaatsen. Om tot een klassement te komen tussen de nummers 2 werden bij de nummers 2 uit de poules van 6 de resultaten tegen de nummers 6 weggestreept. De gastlanden Polen en Oekraïne waren als organisatoren reeds van deelname verzekerd. De loting voor de kwalificatiegroepen vond op 7 februari 2010 plaats in de Poolse hoofdstad Warschau.
De volgende data waren gereserveerd voor kwalificatiewedstrijden van iedere groep:
- 3/4 en 7 september 2010
- 8/9 en 12 oktober 2010
- 25/26 en 29 maart 2011
- 3/4 en 7 juni 2011
- 2/3 en 6 september 2011
- 7/8 en 11 oktober 2011

De volgende data waren gereserveerd voor de play-offwedstrijden tussen de overgebleven acht landen die zich niet direct hebben geplaatst:
- 11 november 2011
- 15 november 2011

### Gekwalificeerde landen
| Land        | Gekwalificeerd als | Kwalificatiedatum | TD   | AK  | ED     | VD     | Prestatie EK 2008   | Prestatie op dit Toernooi |
| ----------- | ------------------ | ----------------- | ---- | --- | ------ | ------ | ------------------- | ------------------------- |
| Denemarken  | Winnaar groep H    | 11-10-2011        | 7    | 1   | 1964   | 2004   | Niet gekwalificeerd | Groepsfase                |
| Duitsland   | Winnaar groep A    | 02-09-2011        | 10 1 | 3 2 | 1972   | 2008   | Finale              | Halve finale              |
| Engeland    | Winnaar groep G    | 07-10-2011        | 7    | 0   | 1968   | 2004   | Niet gekwalificeerd | Kwartfinale               |
| Frankrijk   | Winnaar groep D    | 11-10-2011        | 7    | 2   | 1960   | 2008   | Groepsfase          | Kwartfinale               |
| Griekenland | Winnaar groep F    | 11-10-2011        | 3    | 1   | 1980   | 2008   | Groepsfase          | Kwartfinale               |
| Ierland     | Winnaar play-offs  | 15-11-2011        | 1    | 0   | 1988   | 1988   | Niet gekwalificeerd | Groepsfase                |
| Italië      | Winnaar groep C    | 06-09-2011        | 7    | 1   | 1968   | 2008   | Kwartfinale         | Finale                    |
| Kroatië     | Winnaar play-offs  | 15-11-2011        | 3    | 0   | 1996   | 2008   | Kwartfinale         | Groepsfase                |
| Nederland   | Winnaar groep E    | 06-09-2011        | 8    | 1   | 1976   | 2008   | Kwartfinale         | Groepsfase                |
| Oekraïne    | Gastland           | 18-04-2007        | 0    | 0   | Debuut | Debuut | Niet gekwalificeerd | Groepsfase                |
| Polen       | Gastland           | 18-04-2007        | 1    | 0   | 2008   | 2008   | Groepsfase          | Groepsfase                |
| Portugal    | Winnaar play-offs  | 15-11-2011        | 5    | 0   | 1984   | 2008   | Kwartfinale         | Halve finale              |
| Rusland     | Winnaar groep B    | 11-10-2011        | 9 3  | 1 4 | 1960   | 2008   | Halve finale        | Groepsfase                |
| Spanje      | Winnaar groep I    | 06-09-2011        | 8    | 2   | 1964   | 2008   | Winnaar             | Winnaar                   |
| Tsjechië    | Winnaar play-offs  | 15-11-2011        | 7 5  | 1 6 | 1960   | 2008   | Groepsfase          | Kwartfinale               |
| Zweden      | Beste nummer 2     | 11-10-2011        | 4    | 0   | 1992   | 2008   | Groepsfase          | Groepsfase                |

1 waarvan vijf keer als West-Duitsland

2 waarvan twee keer als West-Duitsland

3 waarvan vijf keer als de Sovjet-Unie en één keer als het Gemenebest van Onafhankelijke Staten

4 waarvan één keer als de Sovjet-Unie

5 waarvan drie keer als Tsjecho-Slowakije

6 waarvan één keer als Tsjecho-Slowakije

### Selecties
Elk gekwalificeerd team mocht 23 spelers (waarvan 3 doelmannen) selecteren om mee te doen aan het toernooi. Dit moest gebeuren voor de deadline van 29 mei 2012.

## Groepsfase

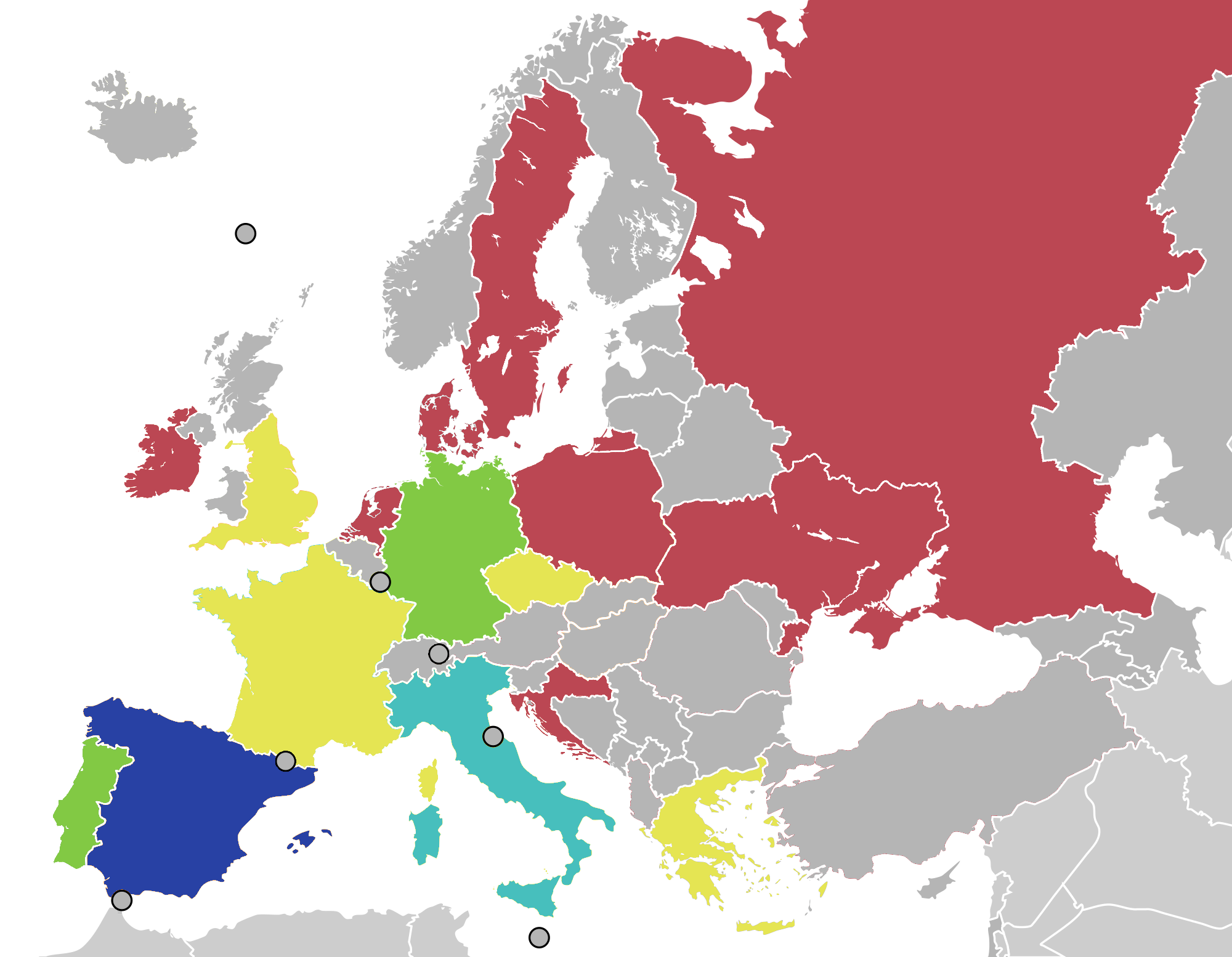
Resultaten deelnemers EK 2012
Winnaar
Tweede
Halve finale
Kwartfinale
Groepsfase

### Potindeling
Oekraïne en Polen waren als gastland automatisch ingedeeld in Pot 1. Spanje was in die pot ingedeeld als titelhouder. De overige teams werden ingedeeld op basis van hun toernooicoëfficiënten. De groepen werden samengesteld door uit elke pot 1 land te loten. De potindeling met tussen haakjes de bepalende toernooicoëfficiënt, was als volgt:
| Pot 1 (Groepshoofd)                                                                   | Pot 2                                                                 | Pot 3                                                                   | Pot 4                                                                     |
| ------------------------------------------------------------------------------------- | --------------------------------------------------------------------- | ----------------------------------------------------------------------- | ------------------------------------------------------------------------- |
| Oekraïne (gastland) Polen (gastland) Spanje (titelhouder) (43,116) Nederland (40,860) | Duitsland (40,446) Italië (34,357) Engeland (33,563) Rusland (33,212) | Kroatië (33,003) Griekenland (32,455) Portugal (31,717) Zweden (31,675) | Denemarken (31,205) Frankrijk (30,508) Tsjechië (29,602) Ierland (28,576) |

### Beslissingscriteria
In eerste instantie worden teams gerangschikt op het aantal punten in alle groepswedstrijden. Mochten twee of meer teams hetzelfde puntenaantal hebben, bepalen de volgende criteria hun positie:
1. Hoogste aantal punten verkregen bij de onderlinge wedstrijden tussen de teams.
2. Doelsaldo verkregen bij de onderlinge wedstrijden tussen de gelijk eindigende teams (als er meer dan twee teams gelijk staan);
3. Hoogste aantal gescoorde doelpunten verkregen bij de onderlinge wedstrijden tussen de teams (als er meer dan twee teams gelijk staan);
4. Mochten er, na het toepassen van criteria 1 t/m 3, nog steeds twee teams gelijk eindigen, dan moeten criteria 1 t/m 3 opnieuw worden toegepast tussen deze twee teams. Staan deze team dan nog steeds gelijk, dan wordt de positie bepaald door criteria 5 t/m 10;
5. Doelsaldo verkregen bij alle wedstrijden in de groep;
6. Hoogste aantal gescoorde doelpunten verkregen bij alle wedstrijden in de groep;
7. Mochten er twee teams in de laatste groepswedstrijd tegen elkaar spelen, de wedstrijd in een gelijkspel eindigen en de teams gelijk staan volgens criteria 1 t/m 6, dan spelen deze twee teams een strafschoppenserie om hun positie te bepalen. Dit geldt niet als er nog een ander team in dezelfde groep gelijk staat met deze twee teams.
8. Positie op de UEFA-coëfficiëntenranglijst;
9. Fair-Playklassement van het toernooi;
10. Mochten er, na het toepassen van criteria 1 t/m 9, nog steeds twee teams gelijk eindigen, dan wordt er geloot om de positie te bepalen

Omdat op de UEFA-coëfficiëntenranglijst van het begin van het toernooi geen teams hetzelfde aantal punten hebben, zullen criteria 9 en 10 nooit toegepast worden.

### Groep A
Een groep zonder een uitgesproken favoriet. Rusland haalde in 2008 (onder Guus Hiddink) nog de halve finales van het EK  en hoopte onder een nieuwe Nederlandse coach (Dick Advocaat) hetzelfde te bereiken. De overige landen hadden de laatste drie internationale toernooien geen enkele keer de eerste ronde overleefd. In de openingswedstrijd van het toernooi speelde mede-organisator Polen tegen Griekenland. Bij Polen was veel hoop gevestigd op de veel scorende spits Robert Lewandowski, die voor het tweede achtereenvolgende jaar Duits kampioen werd. Polen had in de eerste helft weinig te duchten van het als vanouds te defensieve Griekenland en nam een 1-0 voorsprong via Leandowski, tot overmaat van ramp moesten de Grieken nog verder met tien man na twee gele kaarten voor Sokratis Papastathopoulos. De wedstrijd kantelde in de tweede helft, de Grieken kwamen op gelijke hoogte en halverwege de tweede helft werd de Poolse doelman Wojciech Szczęsny uit het veld gestuurd, reserve-doelman Przemysław Tytoń verrichte een heldenrol door de daaropvolgende strafschop te stoppen.
Rusland onderstreepte zijn favorietenrol in deze groep door met 4-1 te winnen van Tsjechië, Tsjechië begon sterk, maar na de openingstreffer van de Russen domineerden de Russen, Alan Dzagojev scoorde twee maal. In de wedstrijd tegen aartsrivaal Polen kon Rusland zich al plaatsen voor de kwartfinales bij een overwinning, bij een 0-1 stand speelde Andrej Arsjavin bij een Russische aanval een overtalsituatie niet goed uit, waarna de Polen de aanval overnamen en scoorden via Jakub Błaszczykowski. Er braken voor, tijdens en na de wedstrijd ernstige rellen uit tussen Russische en Poolse toeschouwers, waarbij veel arrestaties werden verricht. Tsjechië nam revanche op de pijnlijke nederlaag tegen de Russen en won met 2-1 van Griekenland. Voor de laatste speeldag was nog alles mogelijk, Rusland leidde met vier punten, gevolgd door Tsjechië, Polen en Griekenland met respectievelijk drie, twee en één punt(en).
Griekenland moest winnen van Rusland, maar trok zich traditiegetrouw terug, Rusland kreeg in de beginfase de beste kansen, maar de overtuiging ontbrak. In de slotfase van de eerste helft zette Giorgos Karagounis de Grieken op voorsprong en Rusland was niet bij machte de wedstrijd in de tweede helft om te draaien. Domper op de feestvreugde was dat Karagounis geschorst was na een opzichtige "Schwalbe". Ruslands enige hoop was nu een gelijkspel tussen Polen en Tsjechië. Polen begon de wedstrijd stormachtig, maar naarmate de wedstrijd vorderde kregen de Tsjechen de overhand. Ze beloonden zichzelf in de 74e minuut met een doelpunt van Petr Jiráček. De Tsjechen die het toernooi hopeloos begonnen werden zelfs groepswinnaar, de favoriet in deze groep (Rusland) en de mede-gastland (Polen) waren uitgschakeld. Dick Advocaat kondigde voor het EK aan het Russische team te verlaten, hij zou aan de slag gaan bij PSV.
| Land        | Wed | Win | Gel | Ver | DV | DT | +/− | Pnt |
| ----------- | --- | --- | --- | --- | -- | -- | --- | --- |
| Tsjechië    | 3   | 2   | 0   | 1   | 4  | 5  | −1  | 6   |
| Griekenland | 3   | 1   | 1   | 1   | 3  | 3  | 0   | 4   |
| Rusland     | 3   | 1   | 1   | 1   | 5  | 3  | +2  | 4   |
| Polen       | 3   | 0   | 2   | 1   | 2  | 3  | −1  | 2   |

|                                               |                              |         |                                          |                                                                                          |
| 8 juni 2012 «onderlinge duels» 18.00 uur MEZT | Polen                        | 1 – 1   | Griekenland                              | Nationaal Stadion, Warschau Toeschouwers: 56.070 Scheidsrechter: Carlos Velasco Carballo |
| 8 juni 2012 «onderlinge duels» 18.00 uur MEZT | Lewandowski 17' Szczęsny 69' | Verslag | 51' Salpigidis 35', 44' Papastathopoulos | Nationaal Stadion, Warschau Toeschouwers: 56.070 Scheidsrechter: Carlos Velasco Carballo |

|                                               |                                                   |         |           |                                                                           |
| 8 juni 2012 «onderlinge duels» 20.45 uur MEZT | Rusland                                           | 4 – 1   | Tsjechië  | Stadion Miejski, Wrocław Toeschouwers: 40.803 Scheidsrechter: Howard Webb |
| 8 juni 2012 «onderlinge duels» 20.45 uur MEZT | Dzagojev 15', 79' Sjirokov 24' Pavljoetsjenko 82' | Verslag | 52' Pilař | Stadion Miejski, Wrocław Toeschouwers: 40.803 Scheidsrechter: Howard Webb |

|                                                |             |         |                     |                                                                               |
| 12 juni 2012 «onderlinge duels» 18.00 uur MEZT | Griekenland | 1 – 2   | Tsjechië            | Stadion Miejski, Wrocław Toeschouwers: 41.105 Scheidsrechter: Stéphane Lannoy |
| 12 juni 2012 «onderlinge duels» 18.00 uur MEZT | Gekas 53'   | Verslag | 3' Jiráček 6' Pilař | Stadion Miejski, Wrocław Toeschouwers: 41.105 Scheidsrechter: Stéphane Lannoy |

|                                                |                    |         |              |                                                                                 |
| 12 juni 2012 «onderlinge duels» 20.45 uur MEZT | Polen              | 1 – 1   | Rusland      | Nationaal Stadion, Warschau Toeschouwers: 55.920 Scheidsrechter: Wolfgang Stark |
| 12 juni 2012 «onderlinge duels» 20.45 uur MEZT | Błaszczykowski 57' | Verslag | 37' Dzagojev | Nationaal Stadion, Warschau Toeschouwers: 55.920 Scheidsrechter: Wolfgang Stark |

|                                                |             |         |       |                                                                             |
| 16 juni 2012 «onderlinge duels» 20.45 uur MEZT | Tsjechië    | 1 – 0   | Polen | Stadion Miejski, Wrocław Toeschouwers: 41.480 Scheidsrechter: Craig Thomson |
| 16 juni 2012 «onderlinge duels» 20.45 uur MEZT | Jiráček 72' | Verslag |       | Stadion Miejski, Wrocław Toeschouwers: 41.480 Scheidsrechter: Craig Thomson |

|                                                |                  |         |         |                                                                                 |
| 16 juni 2012 «onderlinge duels» 20.45 uur MEZT | Griekenland      | 1 – 0   | Rusland | Nationaal Stadion, Warschau Toeschouwers: 55.614 Scheidsrechter: Jonas Eriksson |
| 16 juni 2012 «onderlinge duels» 20.45 uur MEZT | Karagounis 45+2' | Verslag |         | Nationaal Stadion, Warschau Toeschouwers: 55.614 Scheidsrechter: Jonas Eriksson |

### Groep B
Nederland haalde op het laatste WK de finale, die na een harde wedstrijd met 1-0 werd verloren van Spanje en leek alleen maar sterker te zijn geworden, vooral in de aanval en op het middenveld. Dat bracht ook onrust met zich mee, want spelers als Klaas Jan Huntelaar en Rafael van der Vaart claimden een basisplaats, in plaats zich in hun rol als reserve te schikken wat op het WK in Zuid Afrika geen probleem was. Vlak voor het EK begon raakte de opvolger voor de linksbackpositie van Giovanni van Bronckhorst  (de enige basisspeler die stopte na het WK) Erik Pieters geblesseerd, Bert van Marwijk zocht zijn opvolger in twee PSV-ers, de min of meer afgedankte routinier Wilfred Bouma en de jongeling Jetro Willems, hij zou uiteindelijk de jongste spelers ooit op een EK worden. De eerste oefeninterland van het Nederlands Elftal was tegen Bayern München, een benefietwedstrijd, omdat Bayern-speler Arjen Robben langdurig geblesseerd was vanwege het (veel) te snel weer spelen op het WK. Vlak daarvoor had Bayern de Champions League-finale verloren tegen Chelsea mede door een gemiste strafschop van Robben. De sfeer was katterig en toen Robben inviel voor het Nederlands Elftal werd hij door zijn eigen fans uitgefloten.
Voor de derde keer in vier toernooien werd Oranje ingedeeld in een "poule des doods", tegenstanders waren Duitsland, angstgegner Portugal en het vaak verrassende Denemarken, dat in de kwalificatie van zowel het WK als het EK in hun groep boven Portugal eindigde. Nederland begon de wedstrijd tegen Denemarken stormachtig, maar na een aantal gemiste kansen zorgde onoplettendheid voor een onverwachte voorsprong voor de Denen, de bij Ajax mislukte Michael Krohn-Dehli zorgde voor een Deense voorsprong. Nederland was van slag, al schoot Arjen Robben nog op de paal nadat hij de bal zomaar ontving van de Deense doelman Stephan Andersen. In de tweede helft begon Nederland steeds meer tegen de tijd te vechten, invaller Klaas Jan Huntelaar kreeg nog de beste kans en een vermeende strafschop werd onthouden. De 1-0 nederlaag was onafwendbaar en Nederland begon hopeloos aan het toernooi. De Belgische pers had leedvermaak over de onverwachte nederlaag van de grote buur en sprak van de wedstrijd tussen LEGO-land en EGO-land.
De toch al gespannen sfeer in de selectie verslechterde verder na de onverwachte nederlaag en daarna wachtte Duitsland, dat het toernooi begon met een zakelijke overwinning tegen Portugal. Nederland kreeg de eerste kans via Robin van Persie, maar daarna scoorde Mario Gomez, die de voorkeur kreeg boven Miroslav Klose twee maal, waarbij de defensie van Nederland geen zekere indruk maakte. In de tweede helft kreeg Nederland nog even hoop na een tegengoal van van Persie, maar de Duitse zege kwam niet meer in gevaar. Eerder op de dag verspeelde Portugal een 2-0 voorsprong tegen Denemarken, maar een late treffer van invaller Silvestre Varela zorgde alsnog voor de Portugese zege, waardoor Nederland ondanks twee nederlagen nog niet uitgeschakeld was.
Alleen een 2-0 overwinning op Portugal zou de ploeg naar de kwartfinales brengen, waarbij Duitsland zijn sportieve plicht moest doen en moest winnen van Denemarken, Duitsland zou met 2-1 winnen. Bert van Marwijk greep in, Rafael van der Vaart en Klaas Jan Huntelaar kregen een basisplaats, aanvoerder Mark van Bommel werd gepasseerd. Nederland begon de wedstrijd goed en nam al na elf minuten een 1-0 voorsprong via van der Vaart. Net als in de eerste twee ontmoetingen verloor Oranje daarna de grip op de wedstrijd en nog voor rust scoorde Christiano Ronaldo de gelijkmaker. In de tweede helft bleef de vice-wereldkampioen achter de feiten aanlopen en uiteindelijk zorgde Christiano Ronaldo voor de beslissing: 2-1. Een incident tussen van Marwijk en Robben was synoniem voor de sfeer binnen het Nederlandse team, Robben riep "hou je bek", wanneer van Marwijk hem aansprak voor een gebrek aan meeverdedigen. Nederland droop na drie nederlagen af en de pers kwam met onthullingen over de slechte sfeer binnen de selectie. Na een evaluatie met de KNVB stapte Bert van Marwijk op. Portugal plaatste zich voor de kwartfinale, de in de eerste twee wedstrijden onzichtbare Christiano Ronaldo was de uitblinker, die naast zijn goals twee keer op de paal schoot en continu gevaarlijk was met zijn dribbles.
| Land       | Wed | Win | Gel | Ver | DV | DT | +/− | Pnt |
| ---------- | --- | --- | --- | --- | -- | -- | --- | --- |
| Duitsland  | 3   | 3   | 0   | 0   | 5  | 2  | +3  | 9   |
| Portugal   | 3   | 2   | 0   | 1   | 5  | 4  | +1  | 6   |
| Denemarken | 3   | 1   | 0   | 2   | 4  | 5  | −1  | 3   |
| Nederland  | 3   | 0   | 0   | 3   | 2  | 5  | −3  | 0   |

|                                               |           |         |                 |                                                                             |
| 9 juni 2012 «onderlinge duels» 18.00 uur MEZT | Nederland | 0 – 1   | Denemarken      | Metaliststadion, Charkov Toeschouwers: 35.923 Scheidsrechter: Damir Skomina |
| 9 juni 2012 «onderlinge duels» 18.00 uur MEZT |           | Verslag | 24' Krohn-Dehli | Metaliststadion, Charkov Toeschouwers: 35.923 Scheidsrechter: Damir Skomina |

|                                               |           |         |          |                                                                       |
| 9 juni 2012 «onderlinge duels» 20.45 uur MEZT | Duitsland | 1 – 0   | Portugal | Arena Lviv, Lviv Toeschouwers: 32.990 Scheidsrechter: Stéphane Lannoy |
| 9 juni 2012 «onderlinge duels» 20.45 uur MEZT | Gómez 72' | Verslag |          | Arena Lviv, Lviv Toeschouwers: 32.990 Scheidsrechter: Stéphane Lannoy |

|                                                |                   |         |                                 |                                                                     |
| 13 juni 2012 «onderlinge duels» 18.00 uur MEZT | Denemarken        | 2 – 3   | Portugal                        | Arena Lviv, Lviv Toeschouwers: 31.840 Scheidsrechter: Craig Thomson |
| 13 juni 2012 «onderlinge duels» 18.00 uur MEZT | Bendtner 41', 80' | Verslag | 24' Pepe 36' Postiga 87' Varela | Arena Lviv, Lviv Toeschouwers: 31.840 Scheidsrechter: Craig Thomson |

|                                                |                |         |                |                                                                              |
| 13 juni 2012 «onderlinge duels» 20.45 uur MEZT | Nederland      | 1 – 2   | Duitsland      | Metaliststadion, Charkov Toeschouwers: 37.750 Scheidsrechter: Jonas Eriksson |
| 13 juni 2012 «onderlinge duels» 20.45 uur MEZT | Van Persie 73' | Verslag | 24', 38' Gómez | Metaliststadion, Charkov Toeschouwers: 37.750 Scheidsrechter: Jonas Eriksson |

|                                                |                  |         |                   |                                                                              |
| 17 juni 2012 «onderlinge duels» 20.45 uur MEZT | Portugal         | 2 – 1   | Nederland         | Metaliststadion, Charkov Toeschouwers: 37.445 Scheidsrechter: Nicola Rizzoli |
| 17 juni 2012 «onderlinge duels» 20.45 uur MEZT | Ronaldo 28', 74' | Verslag | 11' Van der Vaart | Metaliststadion, Charkov Toeschouwers: 37.445 Scheidsrechter: Nicola Rizzoli |

|                                                |                 |         |                         |                                                                      |
| 17 juni 2012 «onderlinge duels» 20.45 uur MEZT | Denemarken      | 1 – 2   | Duitsland               | Arena Lviv, Lviv Toeschouwers: 32.990 Scheidsrechter: Carlos Velasco |
| 17 juni 2012 «onderlinge duels» 20.45 uur MEZT | Krohn-Dehli 24' | Verslag | 19' Podolski 80' Bender | Arena Lviv, Lviv Toeschouwers: 32.990 Scheidsrechter: Carlos Velasco |

### Groep C
Ierland plaatste zich voor de eerste keer in tien jaar voor een groot internationaal toernooi onder de vermaarde Italiaanse coach Giovanni Trapattoni, maar was kansloos in een poule met allemaal sterke tegenstanders. Het verloor alle wedstrijden met het doelsaldo één voor en negen tegen. De ploeg maakte wel indruk via hun supporters, die hun ploeg in grote getalen ondersteunden en het team in alle wedstrijden toejuichten. De overige landen waren gewaagd aan elkaar, zowel Italië-Spanje als Kroatië-Spanje eindigde in een gelijkspel, Kroatië moest van Spanje winnen, tenzij Italië  niet van Ierland zou winnen. In de eerste helft speelde Kroatië defensief en Spanje had zoals vanouds veel balbezit zonder veel kansen te creëren, In de tweede helft ging Kroatië aanvallen en kwamen na een uur bijna op voorsprong, maar doelman Iker Casillas redde op twee inzetten van Ivan Rakitic. De wereldkampioen wankelde, maar kwam in de slotfase op voorsprong door een doelpunt van invaller Jesus Navas, omdat de Kroaten veel ruimte weggaven om een doelpunt te forceren. Italië plaatste zich ook voor de kwartfinales door met 2-0 van Ierland te winnen. Bondscoach Cesare Prandelli maakte in de nacht daarop een pelgrimstocht naar een klooster van 3,5 uur om de overwinning te vieren.
| Land    | Wed | Win | Gel | Ver | DV | DT | +/− | Pnt |
| ------- | --- | --- | --- | --- | -- | -- | --- | --- |
| Spanje  | 3   | 2   | 1   | 0   | 6  | 1  | +5  | 7   |
| Italië  | 3   | 1   | 2   | 0   | 4  | 2  | +2  | 5   |
| Kroatië | 3   | 1   | 1   | 1   | 4  | 3  | +1  | 4   |
| Ierland | 3   | 0   | 0   | 3   | 1  | 9  | −8  | 0   |

|                                                |              |         |               |                                                                             |
| 10 juni 2012 «onderlinge duels» 18.00 uur MEZT | Spanje       | 1 – 1   | Italië        | PGE Arena Gdańsk, Gdańsk Toeschouwers: 38.869 Scheidsrechter: Viktor Kassai |
| 10 juni 2012 «onderlinge duels» 18.00 uur MEZT | Fàbregas 64' | Verslag | 60' Di Natale | PGE Arena Gdańsk, Gdańsk Toeschouwers: 38.869 Scheidsrechter: Viktor Kassai |

|                                                |               |         |                               |                                                                            |
| 10 juni 2012 «onderlinge duels» 20.45 uur MEZT | Ierland       | 1 – 3   | Kroatië                       | Stadion Miejski, Poznań Toeschouwers: 39.550 Scheidsrechter: Björn Kuipers |
| 10 juni 2012 «onderlinge duels» 20.45 uur MEZT | St Ledger 19' | Verslag | 3', 48' Mandžukić 43' Jelavić | Stadion Miejski, Poznań Toeschouwers: 39.550 Scheidsrechter: Björn Kuipers |

|                                                |           |         |               |                                                                          |
| 14 juni 2012 «onderlinge duels» 18.00 uur MEZT | Italië    | 1 – 1   | Kroatië       | Stadion Miejski, Poznań Toeschouwers: 37.096 Scheidsrechter: Howard Webb |
| 14 juni 2012 «onderlinge duels» 18.00 uur MEZT | Pirlo 39' | Verslag | 72' Mandžukić | Stadion Miejski, Poznań Toeschouwers: 37.096 Scheidsrechter: Howard Webb |

|                                                |                                       |         |         |                                                                             |
| 14 juni 2012 «onderlinge duels» 20.45 uur MEZT | Spanje                                | 4 – 0   | Ierland | PGE Arena Gdańsk, Gdańsk Toeschouwers: 39.150 Scheidsrechter: Pedro Proença |
| 14 juni 2012 «onderlinge duels» 20.45 uur MEZT | Torres 4', 70' Silva 49' Fàbregas 83' | Verslag |         | PGE Arena Gdańsk, Gdańsk Toeschouwers: 39.150 Scheidsrechter: Pedro Proença |

|                                                |         |         |           |                                                                              |
| 18 juni 2012 «onderlinge duels» 20.45 uur MEZT | Kroatië | 0 – 1   | Spanje    | PGE Arena Gdańsk, Gdańsk Toeschouwers: 39.076 Scheidsrechter: Wolfgang Stark |
| 18 juni 2012 «onderlinge duels» 20.45 uur MEZT |         | Verslag | 88' Navas | PGE Arena Gdańsk, Gdańsk Toeschouwers: 39.076 Scheidsrechter: Wolfgang Stark |

|                                                |                           |         |                  |                                                                           |
| 18 juni 2012 «onderlinge duels» 20.45 uur MEZT | Italië                    | 2 – 0   | Ierland          | Stadion Miejski, Poznań Toeschouwers: 38.794 Scheidsrechter: Cüneyt Çakır |
| 18 juni 2012 «onderlinge duels» 20.45 uur MEZT | Cassano 35' Balotelli 90' | Verslag | 37', 89' Andrews | Stadion Miejski, Poznań Toeschouwers: 38.794 Scheidsrechter: Cüneyt Çakır |

### Groep D
Groep D was een groep zonder een uitgesproken favoriet, Frankrijk had twee hopeloze toernooien achter de rug (EK 2008/WK 2010), waarin geen enkele keer werd gewonnen en hoopte onder coach Laurent Blanc zijn draai weer te vinden. Bij Engeland nam Fabio Capello ontslag, nadat John Terry van de FA bond nooit meer aanvoerder mocht worden, Roy Hodgson volgde hem op. Oekraïne debuteerde op het Europees Kampioenschap als gastland, waarbij hun vedette maar in de nadagen van zijn carrière verkerende Andrij Sjevtsjenko zijn laatste wedstrijd voor zijn vaderland zou spelen. Zweden was de outsider in deze groep, maar kon rekenen op Zlatan Ibrahimovic, individueel een van de beste spelers ter wereld en hij zou na het EK vertrekken naar Paris St. Germain, die onder  leiding van een eigenaar uit Qatar bezig was een absolute topclub op te bouwen.
Engeland Frankrijk eindigde in 1-1, in de eerste helft was die stand al bereikt en er gebeurde niet veel in de tweede helft. Zweden tegen Oekraïne was een levendiger wedstrijd, in de eerste helft had Ibrahimovic de beste kans, hij schoot op de paal. In de tweede helft scoorde Zlatan, maar binnen vijf minuten kopte Sjevtsjenko twee keer achter elkaar, met kunst-en vliegwerk bleef de thuisploeg overeind. Frankrijk tegen Oekraïne werd na vijf minuten afgebroken door noodweer, dat een uur aanhield. In de tweede helft sloeg Frankrijk toe en scoorde twee keer achter elkaar. Zweden tegen Engeland was een levendige wedstrijd, na een 1-0 voorsprong van Engeland voor rust draaide de Zweedse verdediger Olof Mellberg de wedstrijd om, bij twee vrije trappen was hij gelukkig, al werd de gelijkmaker als eigen doelpunt opgegeven. Binnen vijf minuten maakte Engeland de gelijkmaker via Theo Walcott, waarna de wedstrijd alle kanten kon opgaan. Uiteindelijk scoorde Danny Welbeck namens Engeland de winnende treffer, de eerste keer dat Engeland van Zweden versloeg in een Wk-of EK-wedstrijd.
Door deze uitslagen was Frankrijk al zeker van de kwartfinales en Zweden uitgeschakeld en had het onderlinge treffen geen beslissende factor meer. Zweden sloot het qua voetbal acceptabele toernooi met een 2-0 overwinning, Zlatan scoorde op karakteristieke wijze met een volley, een paar maanden later overtrof hij het kunstwerkje in een oefenwedstrijd tegen Engeland. Oekraïne moest winnen van Engeland om de kwartfinale te halen, Sjevtsjenko was te geblesseerd om in de basis te beginnen. In de eerste helft had Oekraïne de overhand en een aantal kansen om op voorsprong te komen. Vroeg in de tweede helft verkeek doelman Andrij Pjatov zich op een voorzet van Steven Gerrard, waarna Wayne Rooney, die de eerste twee wedstrijden geschorst was makkelijk in kon koppen. Oekraïne gaf nog niet op, Marko Dević versloeg doelman Joe Hart, zijn inzet werd weggehaald door John Terry, maar de bal was over de lijn. De scheidsrechter gaf geen doelpunt, twee jaar eerder gebeurde hetzelfde bij een zelfde situatie met Frank Lampard. Engeland bleef in het verdere verloop van de wedstrijd overeind en net als Polen was ook de andere organisator van het EK uitgeschakeld in de eerste ronde. Sjevtsjenko viel nog in en stopte daarna als professioneel voetballer.
| Land      | Wed | Win | Gel | Ver | DV | DT | +/− | Pnt |
| --------- | --- | --- | --- | --- | -- | -- | --- | --- |
| Engeland  | 3   | 2   | 1   | 0   | 5  | 3  | +2  | 7   |
| Frankrijk | 3   | 1   | 1   | 1   | 3  | 3  | 0   | 4   |
| Oekraïne  | 3   | 1   | 0   | 2   | 2  | 4  | −2  | 3   |
| Zweden    | 3   | 1   | 0   | 2   | 5  | 5  | 0   | 3   |

|                                                |           |         |             |                                                                           |
| 11 juni 2012 «onderlinge duels» 18.00 uur MEZT | Frankrijk | 1 – 1   | Engeland    | Donbas Arena, Donetsk Toeschouwers: 47.400 Scheidsrechter: Nicola Rizzoli |
| 11 juni 2012 «onderlinge duels» 18.00 uur MEZT | Nasri 39' | Verslag | 30' Lescott | Donbas Arena, Donetsk Toeschouwers: 47.400 Scheidsrechter: Nicola Rizzoli |

|                                                |                      |         |                 |                                                                         |
| 11 juni 2012 «onderlinge duels» 20.45 uur MEZT | Oekraïne             | 2 – 1   | Zweden          | NSK Olimpiejsky, Kiev Toeschouwers: 64.290 Scheidsrechter: Cüneyt Çakır |
| 11 juni 2012 «onderlinge duels» 20.45 uur MEZT | Sjevtsjenko 55', 62' | Verslag | 52' Ibrahimović | NSK Olimpiejsky, Kiev Toeschouwers: 64.290 Scheidsrechter: Cüneyt Çakır |

|                                                |          |         |                      |                                                                          |
| 15 juni 2012 «onderlinge duels» 18.00 uur MEZT | Oekraïne | 0 – 2   | Frankrijk            | Donbas Arena, Donetsk Toeschouwers: 48.000 Scheidsrechter: Björn Kuipers |
| 15 juni 2012 «onderlinge duels» 18.00 uur MEZT |          | Verslag | 53' Ménez 56' Cabaye | Donbas Arena, Donetsk Toeschouwers: 48.000 Scheidsrechter: Björn Kuipers |

Wedstrijd na 4 minuten voor een uur stilgelegd wegens onweer en hevige regenval
|                                                |                                 |         |                                     |                                                                          |
| 15 juni 2012 «onderlinge duels» 21.00 uur MEZT | Zweden                          | 2 – 3   | Engeland                            | NSK Olimpiejsky, Kiev Toeschouwers: 64.640 Scheidsrechter: Damir Skomina |
| 15 juni 2012 «onderlinge duels» 21.00 uur MEZT | Johnson 49' (e.d.) Mellberg 59' | Verslag | 23' Carroll 64' Walcott 78' Welbeck | NSK Olimpiejsky, Kiev Toeschouwers: 64.640 Scheidsrechter: Damir Skomina |

Aanvangstijd 15 minuten verschoven na uitlopen Oekraïne-Frankrijk
|                                                |            |         |          |                                                                          |
| 19 juni 2012 «onderlinge duels» 20.45 uur MEZT | Engeland   | 1 – 0   | Oekraïne | Donbas Arena, Donetsk Toeschouwers: 48.700 Scheidsrechter: Viktor Kassai |
| 19 juni 2012 «onderlinge duels» 20.45 uur MEZT | Rooney 48' | Verslag |          | Donbas Arena, Donetsk Toeschouwers: 48.700 Scheidsrechter: Viktor Kassai |

|                                                |                               |         |           |                                                                          |
| 19 juni 2012 «onderlinge duels» 20.45 uur MEZT | Zweden                        | 2 – 0   | Frankrijk | NSK Olimpiejsky, Kiev Toeschouwers: 63.010 Scheidsrechter: Pedro Proença |
| 19 juni 2012 «onderlinge duels» 20.45 uur MEZT | Ibrahimović 54' Larsson 90+1' | Verslag |           | NSK Olimpiejsky, Kiev Toeschouwers: 63.010 Scheidsrechter: Pedro Proença |

## Knock-outfase
|  | kwartfinale        | kwartfinale        |                   |       | halve finale | halve finale |  |  | finale | finale |
|  |                    |                    |                   |       |              |              |  |  |        |        |
|  |                    |                    |                   |       |              |              |  |  |        |        |
|  | 21 juni – Warschau |                    |                   |       |              |              |  |  |        |        |
|  |                    |                    |                   |       |              |              |  |  |        |        |
|  | Tsjechië           | 0                  |                   |       |              |              |  |  |        |        |
|  | Tsjechië           | 0                  | 27 juni – Donetsk |       |              |              |  |  |        |        |
|  | Portugal           | 1                  |                   |       |              |              |  |  |        |        |
|  | Portugal           | 1                  | Portugal          | 0 (2) |              |              |  |  |        |        |
|  | 23 juni – Donetsk  |                    | Portugal          | 0 (2) |              |              |  |  |        |        |
|  |                    | Spanje             | 0 (4)             |       |              |              |  |  |        |        |
|  | Spanje             | Spanje             | 0 (4)             | 2     |              |              |  |  |        |        |
|  | Spanje             |                    | 1 juli – Kiev     | 2     |              |              |  |  |        |        |
|  | Frankrijk          | 0                  |                   |       |              |              |  |  |        |        |
|  | Frankrijk          | 0                  | Spanje            | 4     |              |              |  |  |        |        |
|  | 22 juni – Gdańsk   |                    | Spanje            | 4     |              |              |  |  |        |        |
|  |                    | Italië             | 0                 |       |              |              |  |  |        |        |
|  | Duitsland          | Italië             | 0                 | 4     |              |              |  |  |        |        |
|  | Duitsland          | 28 juni – Warschau |                   | 4     |              |              |  |  |        |        |
|  | Griekenland        | 2                  |                   |       |              |              |  |  |        |        |
|  | Griekenland        | 2                  | Duitsland         | 1     |              |              |  |  |        |        |
|  | 24 juni – Kiev     |                    | Duitsland         | 1     |              |              |  |  |        |        |
|  |                    | Italië             | 2                 |       |              |              |  |  |        |        |
|  | Engeland           | Italië             | 2                 | 0 (2) |              |              |  |  |        |        |
|  | Engeland           |                    |                   | 0 (2) |              |              |  |  |        |        |
|  | Italië             | 0 (4)              |                   |       |              |              |  |  |        |        |
|  | Italië             | 0 (4)              |                   |       |              |              |  |  |        |        |

### Kwartfinales

#### Portugal - Tsjechië
Tsjechië was de verrassing van het toernooi, maar had alleen in de eerste twintig minuten wat in te brengen, toen uitgerekend Cristiano Ronaldo bijna in eigen doel schoot. Ronaldo was wel de meest actieve speler in de eerste helft met een vrije trap, een acrobatische omhaal en een schot op de paal na een sterke, individuele actie. Portugal was in de tweede helft helemaal heer en meester, miste veel kansen en Ronaldo schoot opnieuw op de paal, nu uit een vrije trap. Op een moment dat iedereen zich leek te verzoenen met verlengen, passeerde de ene uitblinker (Cristiano Ronaldo) de andere uitblinker (Petr Čech) met een kopbal. In de resterende tijd was Tsjechië niet in staat iets uit te richten en Portugal plaatste zich voor de halve finales. Na afloop van de wedstrijd kondigde Milan Baroš zijn afscheid aan voor het Tsjechische team, de topscorer van het EK 2004.
|                                                |          |         |             |                                                                              |
| 21 juni 2012 «onderlinge duels» 20.45 uur MEZT | Tsjechië | 0 – 1   | Portugal    | Nationaal Stadion, Warschau Toeschouwers: 55.590 Scheidsrechter: Howard Webb |
| 21 juni 2012 «onderlinge duels» 20.45 uur MEZT |          | Verslag | 79' Ronaldo | Nationaal Stadion, Warschau Toeschouwers: 55.590 Scheidsrechter: Howard Webb |

#### Duitsland - Griekenland
Duitsland - Griekenland was een politiek beladen duel, omdat beide landen lijnrecht tegenover elkaar stonden in de eurocrisis. De Grieken hadden veel financiële steun nodig in deze crisis, die met name landen als Duitsland moesten goedkeuren, de Duitse premier Angela Merkel was aanwezig bij de wedstrijd. De Duitsers overrompelden de Grieken en door een wonder was de ruststand slechts 1-0 door een doelpunt van Philipp Lahm. In de tweede helft maakte Griekenland eerst verrassend gelijk, maar daarna liep Duitsland uit naar een 4-1 voorsprong. Onder de doelpuntenmakers behoorde Miroslav Klose, die verrassend de voorkeur had gekregen boven de topscorer van het toernooi, Mario Gomez. In de slotfase verzilverden de Grieken nog een strafschop, maar ze waren voor de rest kansloos tegen "die Mannschaft".
|                                                |                                         |         |                                   |                                                                             |
| 22 juni 2012 «onderlinge duels» 20.45 uur MEZT | Duitsland                               | 4 – 2   | Griekenland                       | PGE Arena Gdańsk, Gdańsk Toeschouwers: 38.751 Scheidsrechter: Damir Skomina |
| 22 juni 2012 «onderlinge duels» 20.45 uur MEZT | Lahm 39' Khedira 61' Klose 68' Reus 74' | Verslag | 55' Samaras 89' (pen.) Salpigidis | PGE Arena Gdańsk, Gdańsk Toeschouwers: 38.751 Scheidsrechter: Damir Skomina |

#### Spanje - Frankrijk
Spanje won in een wedstrijd zonder veel hoogtepunten met 2-0 van Frankrijk. Spanje begon de wedstrijd zonder centrale aanvaller, middenvelder Cesc Fàbregas speelde in de spits, de topscorer van het team David Villa was geblesseerd en kon niet geselecteerd worden voor het kampioenschap. Frankrijk was veel te angstig voor de Wereldkampioen en creëerde weinig kansen. Na een vroege voorsprong speelde Spanje de wedstrijd uit zonder te imponeren, vlak voor tijd werd de wedstrijd beslist door een strafschop, Xabi Alonso maakte beide doelpunten. Het was de eerste keer dat Spanje won van Frankrijk op een eindronde. Na afloop ontstond er in het Franse kamp weer een stevige rel, wanneer Samir Nasri ruzie maakte met een verslaggever, hij werd voor drie wedstrijden geschorst. Na afloop van het EK stopte Laurent Blanc als bondscoach.
|                                                |                        |         |           |                                                                           |
| 23 juni 2012 «onderlinge duels» 20.45 uur MEZT | Spanje                 | 2 – 0   | Frankrijk | Donbas Arena, Donetsk Toeschouwers: 47.000 Scheidsrechter: Nicola Rizzoli |
| 23 juni 2012 «onderlinge duels» 20.45 uur MEZT | Alonso 19', 90' (pen.) | Verslag |           | Donbas Arena, Donetsk Toeschouwers: 47.000 Scheidsrechter: Nicola Rizzoli |

#### Italië - Engeland
Italië tegen Engeland eindigde in een doelpuntloos gelijkspel, Italië viel sporadisch aan, terwijl Engeland vooral een afwachtende houding aannam. De beste kansen waren in de beginfase voor Daniele De Rossi, die op de lat schoot namens Italië en de Engelse verdediger Glen Johnson miste van dichtbij dankzij een snelle reflex van Gianluigi Buffon. Na een levendige eerste helft met veel kansen over en weer was Italië het meest gevaarlijkst, invaller  Alessandro Diamanti raakte in de verlenging de paal. Strafschoppen waren onvermijdelijk, beide landen hadden een slechte reputatie wat betreft penalty-series. Rampspoed dreigde voor de Italianen, toen Riccardo Montolivo miste en de Engelsen een 2-1 voorsprong namen. Andrea Pirlo was niet bevangen door de zenuwen en met een perfecte "Panenka" liet hij de Engelse doelman Joe Hart kansloos. De Engelsen misten toen twee strafschoppen, waarna Dimantini de Italianen naar de halve finale schoot.
|                                                |                           |              |                                             |                                                                          |
| 24 juni 2012 «onderlinge duels» 20.45 uur MEZT | Engeland                  | 0 – 0 (n.v.) | Italië                                      | NSK Olimpiejsky, Kiev Toeschouwers: 64.340 Scheidsrechter: Pedro Proença |
| 24 juni 2012 «onderlinge duels» 20.45 uur MEZT | Verslag                   |              |                                             | NSK Olimpiejsky, Kiev Toeschouwers: 64.340 Scheidsrechter: Pedro Proença |
| 24 juni 2012 «onderlinge duels» 20.45 uur MEZT | Strafschoppen             |              |                                             | NSK Olimpiejsky, Kiev Toeschouwers: 64.340 Scheidsrechter: Pedro Proença |
| 24 juni 2012 «onderlinge duels» 20.45 uur MEZT | Gerrard Rooney Young Cole | 2 – 4        | Balotelli Montolivo Pirlo Nocerino Diamanti | NSK Olimpiejsky, Kiev Toeschouwers: 64.340 Scheidsrechter: Pedro Proença |

### Halve finales

#### Spanje - Portugal
Ondanks de aanhoudende succes van het Spaanse team was er ook kritiek, het "tika-taka" voetbal was uitgegroeid tot veel gebrei op het middenveld en men speelde ook zonder een spits, tegen Frankrijk werd de ploeg regelmatig uitgefloten. Ook tegen Portugal creëerde Spanje nauwelijks kansen, Portugal dat zich goed had ingesteld op het Spaanse spel kreeg de iets betere kansjes, Cristiano Ronaldo imponeerde minder dan tegen Nederland en Tsjechië. Strafschoppen waren onvermijdelijk en na de eerste misser van Xabi Alonso misten twee Portugezen twee strafschoppen, waardoor Spanje zich plaatste voor zijn derde internationale finale, maar maakte in het algemeen minder indruk als in 2008 en 2010.
|                                                |                          |              |                                     |                                                                         |
| 27 juni 2012 «onderlinge duels» 20.45 uur MEZT | Portugal                 | 0 – 0 (n.v.) | Spanje                              | Donbas Arena, Donetsk Toeschouwers: 48.000 Scheidsrechter: Cüneyt Çakır |
| 27 juni 2012 «onderlinge duels» 20.45 uur MEZT | Verslag                  |              |                                     | Donbas Arena, Donetsk Toeschouwers: 48.000 Scheidsrechter: Cüneyt Çakır |
| 27 juni 2012 «onderlinge duels» 20.45 uur MEZT | Strafschoppen            |              |                                     | Donbas Arena, Donetsk Toeschouwers: 48.000 Scheidsrechter: Cüneyt Çakır |
| 27 juni 2012 «onderlinge duels» 20.45 uur MEZT | Moutinho Pepe Nani Alves | 2 – 4        | Alonso Iniesta Piqué Ramos Fàbregas | Donbas Arena, Donetsk Toeschouwers: 48.000 Scheidsrechter: Cüneyt Çakır |

#### Duitsland - Italië
Duitsland was door overtuigend spel de favoriet in deze halve finale, Italië had vooral hoop omdat het nog nooit van Duitsland had verloren in een eindronde. De wedstrijd was veel levendiger dan de vorige halve finale, in het begin waren de Duitsers sterker en moest Andrea Pirlo de bal van de lijn halen. Italië wankelde, maar door twee treffers van "enfant terrible"Mario Balotelli werd de wedstrijd op zijn kop gezet, een kopgoal en een overtuigende knal. Iconisch was het "juichen" van Balotelli, hij trok zijn shirt uit, bleef ongeroerd staan en toonde de wereld zijn spieren. Later liet Balotelli van het moment een gigantisch standbeeld maken. Omdat hij zijn shirt uitdeed kreeg Balotelli de gele kaart nog voor de eerste helft was afgelopen. In de tweede helft greep de Duitse Joachim Löw in, invaller Marco Reus zorgde voor het meeste gevaar, maar zijn vrije trap raakte via de vingertoppen van Gianluigi Buffon de paal. Pas in blessuretijd scoorde Mesut Özil de tegentreffer ut een strafschop en Italië haalde verrassend de finale. Balotelli was de gevierde speler en werd na de wedstrijd omhelsd door zijn moeder.
|                                                |                   |         |                    |                                                                                  |
| 28 juni 2012 «onderlinge duels» 20.45 uur MEZT | Duitsland         | 1 – 2   | Italië             | Nationaal Stadion, Warschau Toeschouwers: 55.540 Scheidsrechter: Stéphane Lannoy |
| 28 juni 2012 «onderlinge duels» 20.45 uur MEZT | Özil 90+2' (pen.) | Verslag | 20', 36' Balotelli | Nationaal Stadion, Warschau Toeschouwers: 55.540 Scheidsrechter: Stéphane Lannoy |

### Finale
|                                               |                                        |         |        |                                                                          |
| 1 juli 2012 «onderlinge duels» 20.45 uur MEZT | Spanje                                 | 4 – 0   | Italië | NSK Olimpiejsky, Kiev Toeschouwers: 63.170 Scheidsrechter: Pedro Proença |
| 1 juli 2012 «onderlinge duels» 20.45 uur MEZT | Silva 14' Alba 41' Torres 84' Mata 88' | Verslag |        | NSK Olimpiejsky, Kiev Toeschouwers: 63.170 Scheidsrechter: Pedro Proença |

| UEFA Europees kampioenschap voetbal Winnaar 2012 |
| ------------------------------------------------ |
| SPANJE 3de titel                                 |

## Doelpuntenmakers
3 doelpunten
- Mario Gómez
- Mario Balotelli
- Mario Mandžukić
- Cristiano Ronaldo
- Alan Dzagojev
- Fernando Torres

2 doelpunten
- Nicklas Bendtner
- Michael Krohn-Dehli
- Dimitrios Salpigidis
- Andrij Sjevtsjenko
- Xabi Alonso
- Cesc Fàbregas
- David Silva
- Petr Jiráček
- Václav Pilař
- Zlatan Ibrahimović

1 doelpunt
- Lars Bender
- Sami Khedira
- Miroslav Klose
- Philipp Lahm
- Mesut Özil
- Lukas Podolski
- Marco Reus
- Andy Carroll
- Joleon Lescott
- Wayne Rooney
- Theo Walcott
- Danny Welbeck
- Yohan Cabaye
- Jérémy Ménez
- Samir Nasri
- Theofanis Gekas
- Giorgos Karagounis
- Georgios Samaras
- Sean St Ledger
- Antonio Cassano
- Antonio Di Natale
- Andrea Pirlo
- Nikica Jelavić
- Robin van Persie
- Rafael van der Vaart
- Jakub Błaszczykowski
- Robert Lewandowski
- Pepe
- Hélder Postiga
- Silvestre Varela
- Roman Pavlijoetsjenko
- Roman Sjirokov
- Jordi Alba
- Juan Mata
- Jesús Navas
- Olof Mellberg
- Sebastian Larsson

Eigen doelpunt
- Glen Johnson (tegen  Zweden)

## Kritiek en controverse in Oekraïne

### Dierenmishandeling
Dierenwelzijnsorganisaties hebben zich uitgesproken tegen de slachting van zwerfdieren in Oekraïne in de aanloop naar het evenement. De overheid werd ervan beticht katten en honden dood te schieten en te vergiftigen op niet-diervriendelijke wijze. In november 2011 verzocht de minister van milieu, Mykola Zlochevskiy, om een half jaar lang de slachtingen te stoppen en in plaats daarvan asiels te bouwen. De tijdelijke aard van deze oplossing kwam Oekraïne echter opnieuw op kritiek te staan en de slachtingen zijn er niet door gestopt.

### Politieke boycot
Zie ook: Joelija Tymosjenko - Politiciboycot EK-voetbal
Het Nederlandse kabinet en de koninklijke familie gaven aan het toernooi te boycotten, wanneer de rechtsstaat in Oekraïne bij aanvang van het evenement niet zichtbaar verbeterd was. Dit gold met name voor de behandeling van de veroordeelde oud-premier Joelija Tymosjenko. Zij zou in de gevangenis worden mishandeld. Op 8 juni 2012 besloot de Nederlandse regering echter toch kabinetsleden naar Oekraïne te sturen. Minister Schippers van Sport vertegenwoordigde Nederland, maar legde in Oekraïne geen politieke contacten. De minister vond dat de situatie rond Tymosjenko aanzienlijk was verbeterd. Minister-president Mark Rutte zou alleen bij het toernooi aanwezig zijn als Nederland de finale zou halen, mits de mensenrechtensituatie niet zou verslechteren. De voorzitter van de Europese Commissie, José Manuel Barroso, ging er niet heen. De Duitse bondskanseliere Angela Merkel besliste echter pas op het laatste moment of ze wel of niet ging.

### Homofoob geweld
Een op 20 mei 2012 in het kader van het EK georganiseerde gay parade in Oekraïne werd op het allerlaatste moment afgelast. De organisatie noemde de situatie te bedreigend. De organisatie had toestemming gekregen voor de parade. Desondanks waren er honderden kozakken, neonazi's en rechts-extremisten naar Kiev gekomen om de parade te verstoren. Ook was er een tegendemonstratie in het centrum van Kiev, die voornamelijk werd bijgewoond door streng-religieuzen. Na de afgelasting werd de organisatie aangevallen met een traangasspuitbus. Volgens de organisatie was er te weinig politie aanwezig. In de middag zouden honderden extremisten de stad in zijn getrokken om homo's in elkaar te slaan. Na de afgelasting vroegen europarlementariërs zich af of de lokale politie volgende maand wel in staat is de veiligheid van EK-gangers te garanderen. Het Europees Parlement vergaderde op 21 mei 2012 over een resolutie over homofobie in onder andere Oekraïne.

### Sekstoerisme
In september 2011 werden door de feministische groep FEMEN protestacties gehouden tegen sekstoerisme in Oekraïne, alsook in zowel april als in mei 2012. President Janoekovytsj had eerder in 2011 buitenlanders opgeroepen Oekraïne te bezoeken in de lente om zijn schaars geklede "mooie meisjes" te zien, dit tot ongenoegen van de activisten van FEMEN, een groep die strijdt tegen prostitutie en seksisme, aldus een woordvoerster. Het EK zal de prostitutie in het land doen toenemen en het land aanprijzen als bestemming voor sekstoerisme, aldus de groep.
In september 2011 ontkleedden, bij het voetbalstadion in Kiev, vier activisten van FEMEN hun bovenlichaam en stelden aldus hun borsten ten toon. Ze vroegen op die manier aandacht voor hun campagne tegen sekstoerisme in Oekraïne. De vier aldus protesterende activisten werden gearresteerd door de lokale politie. UEFA-voorzitter Michel Platini, die later die dag op bezoek kwam in Kiev, kreeg de naakte demonstranten derhalve niet te zien.
In april 2012 in Kiev, en opnieuw op 21 mei 2012 op een plein in het centrum van de stad Dnipro, grepen activistes van FEMEN met ontbloot bovenlijf de beker van EURO 2012 (Henri Delaunay-cup), die publiekelijk tentoongesteld stond. De vrouwen toonden op hun naakte lichaam de tekst "Fuck EURO 2012". De activistes in Dnipro werden gearresteerd.

### Problemen luchthaven
Luchthaven Charkov Osnova in Charkov, waar Nederland drie poulewedstrijden speelde, bleek in de loop van het toernooi de stroom bezoekers niet te kunnen verwerken. Het Nederlands elftal had op de eerste speeldag een vertraging van een uur na een noodlanding. Na het duel tegen Duitsland moesten duizenden Nederlanders in een hangar wachten op een vliegtuig, de vertraging liep op tot meer dan zes uur. De supporters mochten de bloedhete hangar niet verlaten en kregen geen water of andere dranken. De verkeerstoren kreeg na de wedstrijd 77 vluchten te verwerken. Ook het Nederlandse en het Duitse voetbalelftal liepen na het duel zeer grote vertraging op. Bastian Schweinsteiger diende hierop een klacht in bij de UEFA.

## Trivia
- Er werden op dit EK vier strafschoppen toegekend: twee voor Griekenland (waarvan één werd gestopt door de Poolse keeper Przemysław Tytoń), een voor Spanje en een voor Duitsland.
- Er werd twee keer 0-0 gespeeld, namelijk in de kwartfinale Engeland-Italië en in de halve finale Portugal-Spanje. Bij beide wedstrijden werd ook in de verlenging niet gescoord.
- Europees kampioen Spanje kreeg op dit toernooi maar één goal tegen, namelijk van Antonio Di Natale in de eerste groepswedstrijd tegen Italië.
- Er werd maar één keer rechtstreeks uit een vrije trap gescoord, dat lukte Andrea Pirlo tijdens Italië-Kroatië.
- Van de 76 doelpunten werden er 22 met het hoofd gescoord (28,95%), een EK-record.

## EURO 2012 in Beeld

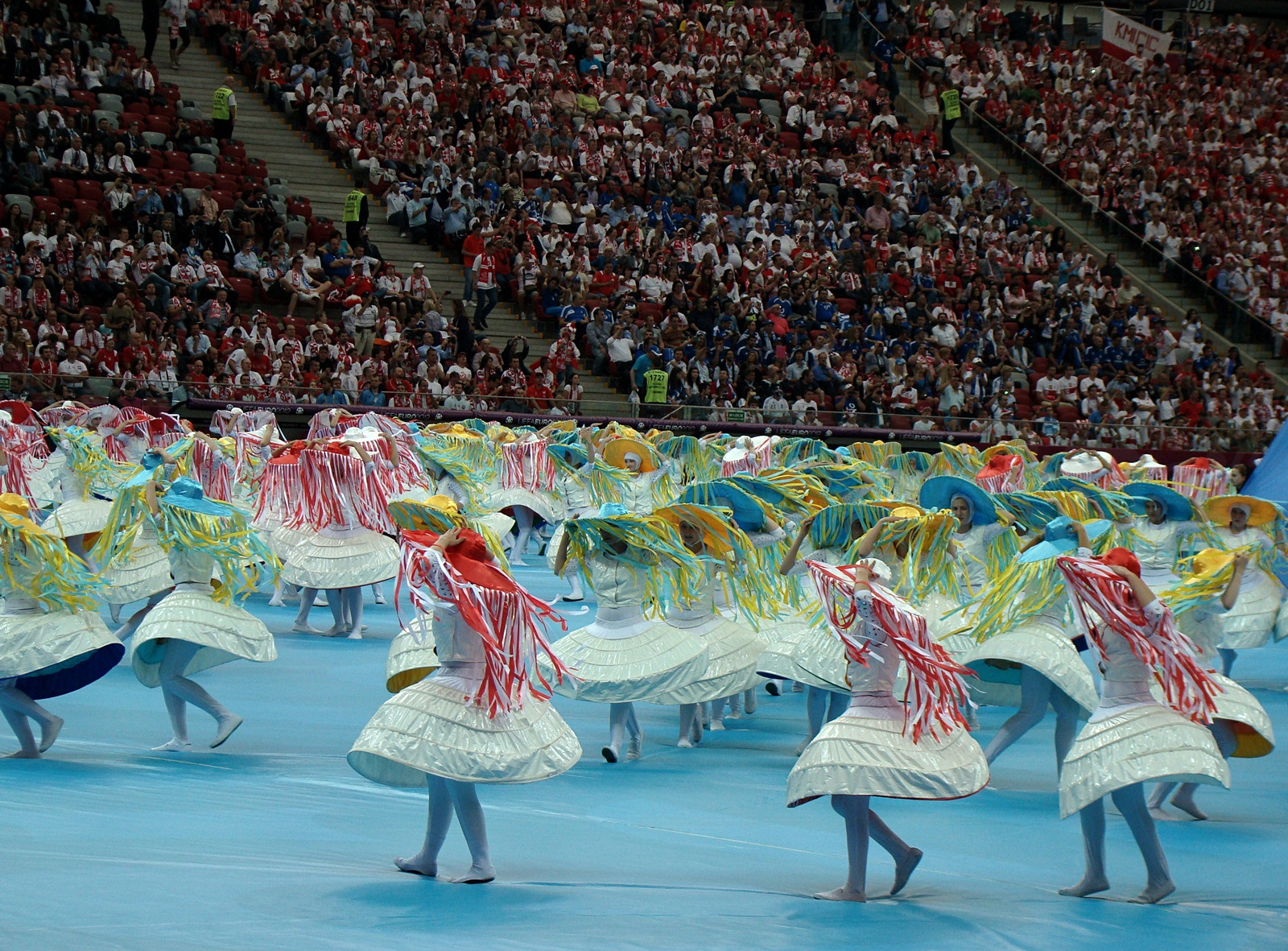
Openingsceremonie
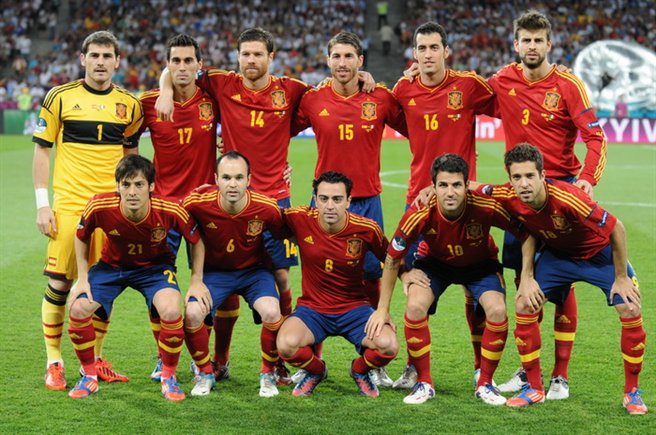
Spanje
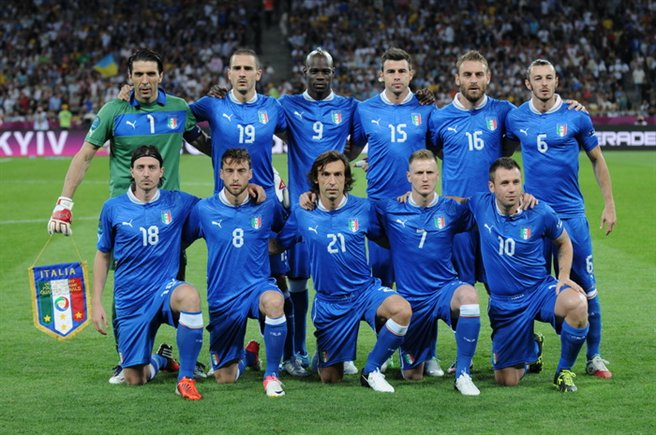
Italië
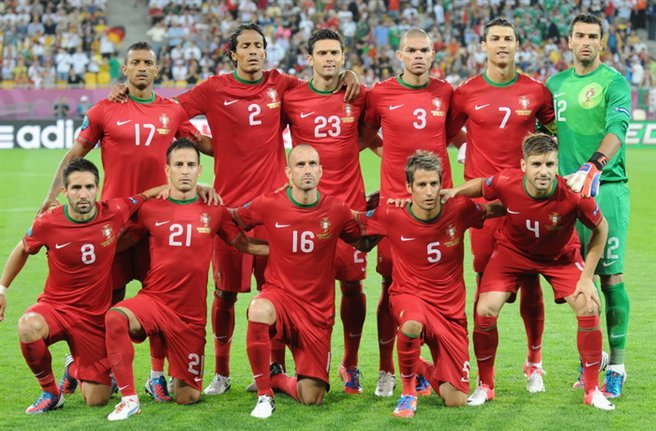
Portugal
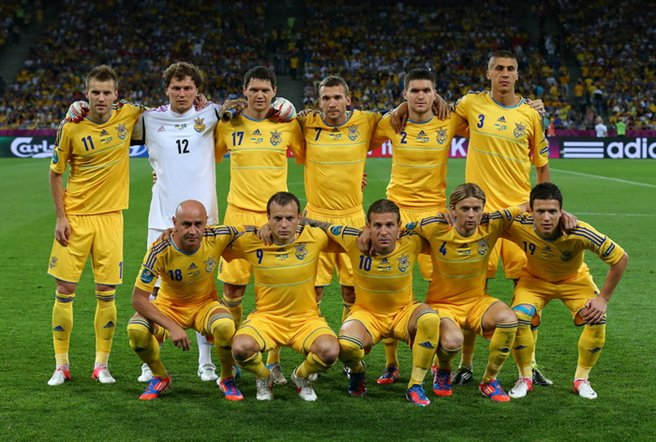
Oekraïne
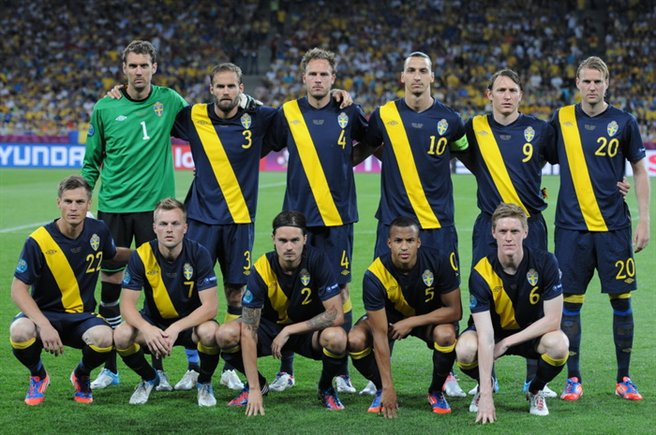
Zweden
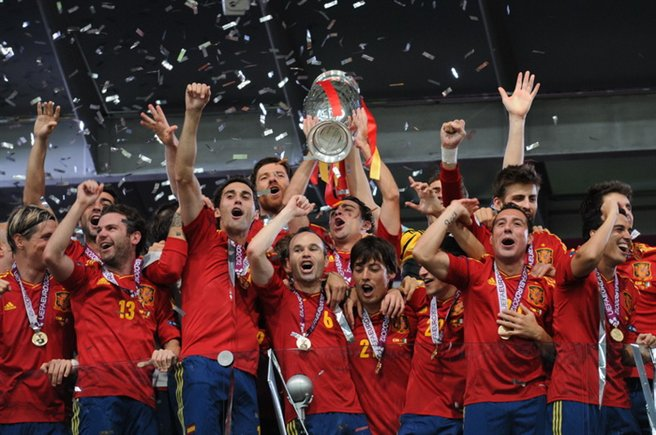
Finale